# Sweet Amber
«Sweet Amber» es la octava canción del álbum St. Anger de la banda de thrash metal Metallica. La letra de la canción bien puede hablar de la arrogancia misma o de una persona que siente que quieren copiar su estilo de vida y lo único que quiere es que no se metan en su vida.

## Créditos
- James Hetfield: voz, guitarra
- Kirk Hammett: guitarra
- Bob Rock: bajo eléctrico (solo estudio)
- Lars Ulrich: batería, percusión

- Datos: Q25410286